# Audi Quattro Concept
El Audi Quattro Concept fue un modelo prototipo denominado así por el antiguo modelo Audi Quattro y Quattro sport de los años 80. Este prototipo tenía intención de comercializarse pero finalmente muchos de sus rasgos de diseño fueron heredados por el Audi TT de tercera generación.  

## Versiones del Prototipo

### Audi quattro concept
En el año 2010 se presentó el primer prototipo en el salón de Paris. 
|  |

### Audi Sport quattro concept
El Audi Sport quattro concept fue presentando en el Salón de Frankfurt 2013. El nuevo prototipo tiene una mecánica híbrida que la suma de sus 2 motores rinde un total de 700 CV. 
|  |

### Audi Sport quattro laserlight concept
El Audi Sport Quattro laserlight concept, fue presentado en la "CES", feria tecnológica que se celebra anualmente en Las Vegas en enero de 2014.
Este prototipo es una evolución del Audi Sport Quattro concept 2013, principalmente este nuevo prototipo muestra la nueva tecnología de los faros de luz láser de ahí deriva la nueva denominación que usa el prototipo. Estéticamente cuenta con una carrocería en color rojo carmín.   
|  |